# Prússia (regió)
Prússia és una regió històrica d'Europa que estava localitzada a la costa de la mar Bàltica des de la badia de Gdańsk fins a l'istme de Curlàndia i s'estenia cap a l'interior fins a Masúria. En aquest territori, descrit per l'historiador romà Tàcit, convivien tribus de sueus, gots i germànics, que ocupaven preferentment les ribes del Vístula i, a l'est d'aquest riu, els estis. Uns 800 o 900 anys més tard, els estis eren la tribu dominant i eren anomenats simplement prussians, els quals s'havien de defensar dels constants intents de conquesta per part dels polans. Els prussians foren cristianitzats mitjançant l'anomenada croada prussiana al segle xiii, després de la qual l'Orde Teutònic creà un estat monàstic, juntament amb els territoris dels seus veïns els curonians i els livonians. Entre el 1466 i el 1772, Prússia fou políticament dividida entre la Prússia occidental, sota protecció del Regne de Polònia, i la Prússia oriental, que fou un feu de la Confederació Polonesolituana. Posteriorment ambdues parts s'unificaren per formar el Regne de Prússia, que tingué la capital a Berlín. Aquest regne desaparegué en ser conquerit el 1945 per l'exèrcit soviètic. Quan la guerra acabà, els habitants de parla alemanya foren expulsats i la regió quedà dividia entre Polònia (al nord), Rússia (península de Kaliningrad) i Lituània (regió de Klaipėda). La regió fou famosa pel seu paisatge ple de llacs i per les seves fortaleses construïdes sobre turons.

## Prehistòria i antiguitat
Els primers habitants coneguts d'aquesta regió foren els membres de la cultura de la ceràmica cordada, al 4t mil·lenni aC, dels quals es creu que van ser els primers indoeuropeus establerts en la zona del Bàltic, els difusors del protogermànic i d'on sorgí la branca de les llengües bàltiques. Aquests primers habitants, anomenats bàltics, començaren a diferenciar-se entre bàltics occidentals i bàltics orientals en el primer mil·lenni aC. Dins del grup dels bàltics occidentals, hi havia cinc grups: els antics prussians, els sudovis, els esclavonis, els nadruvis i els curonians, mentre que els bàltics orientals s'establiren en el que avui dia són les terres de Lituània, Letònia i Belarús.
Podria ser que l'explorador grec Píteas, del segle IV a C, quan esmentava Mentenomon es referís a aquest territori i que els seus veïns els guttones (d'on ve la paraula teutons) fossin els gots. El riu situat a l'est del Vístula, que l'autor grec anomenava Guttalus, potser correspondria al Nemunas, o el Łyna, o el Pregola. L'any 98, historiador romà Tàcit, esmentà en la seva obra Germania una de les tribus que vivien a prop del Baltic (en llatí: Mare Suebicum) els estis, que eren col·lectors d'ambre i el venien a altres tribus.
Els vikings penetraren per aquesta regió durant els segles vii i viii. Els centres comercials més importants dels prussians, com ara Truso i Kaup, sembla que acolliren força nòrdics entre la seva població habitual. Per als prussians la mar era una via comercial, sobretot entre Truso i Birka (en l'actual Suècia) de la ruta de l'ambre.
A finals de l'era dels vikings, els fills dels reis danesos Harald Blåtand i Canut el Gran efectuaren diverses expedicions contra els prussians i destruïren moltes zones del país, incloent Truso i Kaup, però no aconseguiren dominar completament la població. Hi va haver vikings varegs establerts en la regió de Prússia, presència que no arribà a ser un domini i encara menys un imperi.
Segons una llegenda, recollida per Simon Grunau, el mot Prússia deriva de Prutenus (o Brutenus), un cap sacerdotal d'aquella contrada i germà del també llegendari rei Widewutis, que viví al segle vi. El mateix autor deia que les diferents regions en què podria dividir-se Prússia segons les tribus que hi habitaven, porten el nom dels fills de Widewutis, per exemple, Sudòvia ve de Sudus. Aquest territori probablement és el que en un mapa bavarès d'autor anònim, conegut com el Geògraf bavarès del segle viii, apareix amb el nom de Brus i per això en neollatí aquesta zona era anomenada Borússia i els seus habitants els borussi.

## Idioma: prussià antic
Els antics prussians tenien diverses llengües, el prussià antic és el nom que els lingüistes han posat a la branca occidental del grup de les llengües bàltiques. El prussià antic, o els dialectes del Bàltic occidental, potser es van parlar fins al sud-est de Masòvia i fins i tot a Belarús a començaments de l'edat mitjana, però aquestes pobles probablement es fusionaren o perderen força en entrar en contacte amb les llegües eslaves abans del segle x.
La major part de Prússia, la situada a l'oest del Vístula i al l'est de l'Oder, fou colonitzada per tribus lequites (polonesos i pomerans).

## Cristianització

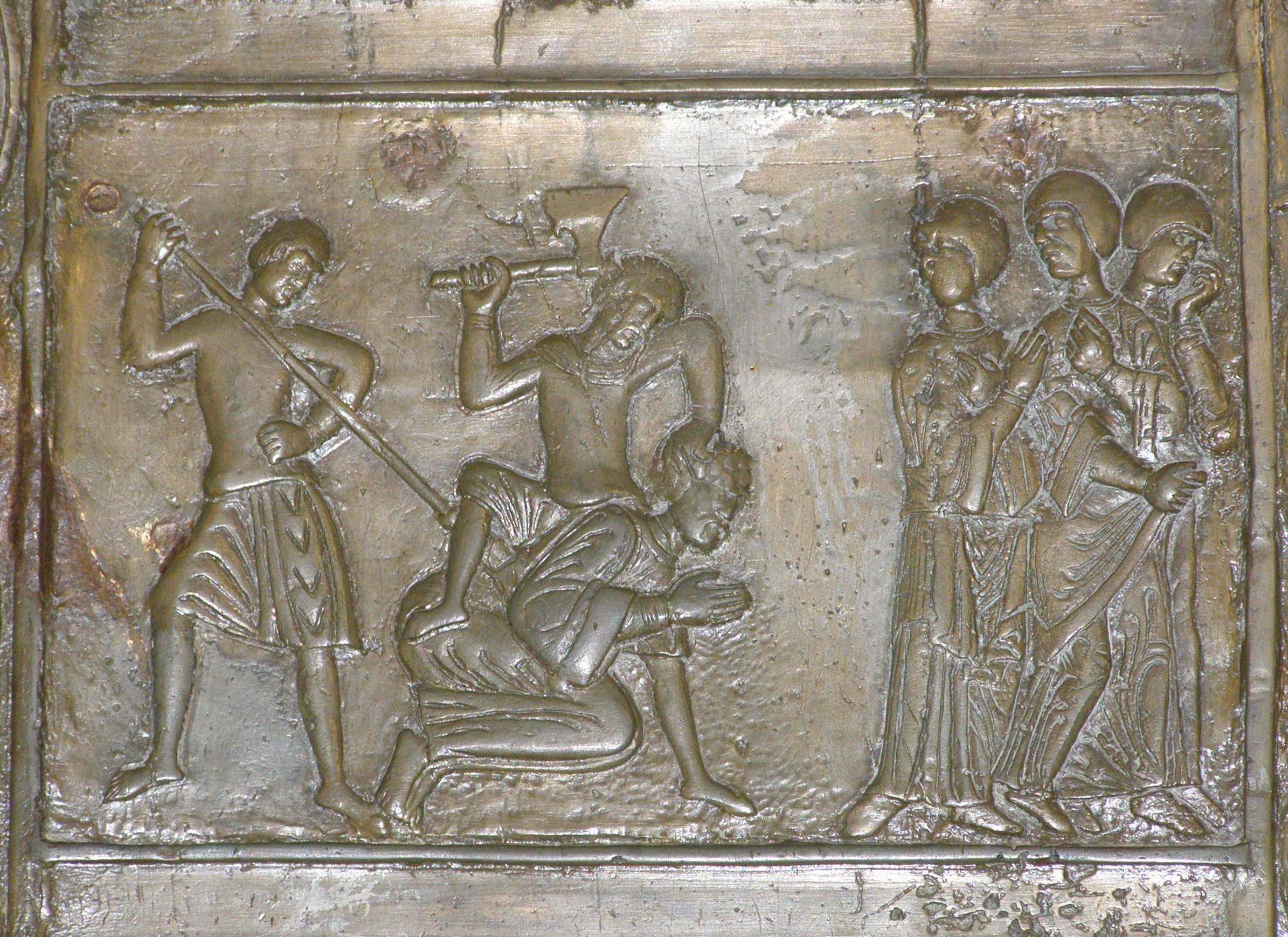
Sant Adalbert mort pels prussians, relleu de les portes de la catedral de Gniezno.

El 1351, el bisbe Christian d'Oliwa escriví la història d'aquesta regió, el Chronicon Olivense o Chronicon Prussiae. Adam de Bremen també esmenta els prussians el 1072. Després de la cristianització dels eslaus occidentals al segle x, s'establí l'estat dels polans (Polònia) des d'on hi hagueren els primers intents de conquerir i cristianitzar els pobles del Bàltic. Boleslau I envià Adalbert de Praga el 997 en missió evangelitzadora però també militar. Adalbert, acompanyat d'una guàrdia armada, provà de convertir al cristianisme els prussians, però morí a mans d'un sacerdot pagà el 997. El 1015, Bolesłau envià més soldats, que reeixiren en molt poques conversions, i sotmeteren al pagament d'un tribut les tribus que habitaven en les zones frontereres, però no mantingueren el domini per gaire temps. Els governants polonesos efectuaren invasions els anys 1147, 1161–1166, i també durant el segle xiii. Els prussians aconseguiren foragitar els conqueridors, malgrat que Cúlmerland quedà exposada als atacs freqüents. Amb el temps, Pomerèlia acabà pertanyent a la diòcesi de Włocławek, i Culmerland a la diòcesi de Płock.

## L'Estat Teutònic
A començaments del segle xiii, Conrad I de Masòvia feu la crida per una croada que havia de conquerir Prússia, però fallà. Llavors el papa convocà més croades, però hi havia pocs que hi volguessin participà i el duc invità l'Orde Teutònic a fer la croada a canvi de rebre feus a Culmerland. De mica en mica els cavallers teutons conqueriren Prússia i tot seguit en crearen el que s'ha anomenat Estat Teutònic, per administrar el territori. D'aquesta manera s'inicià el procés de germanització de Prússia.
Després d'afegir Pomerèlia, amb les campanyes del 1308–1310, a l'Estat Teutònic, el significat del terme Prússia s'amplià per incloure les àrees a l'oest del Vístula.

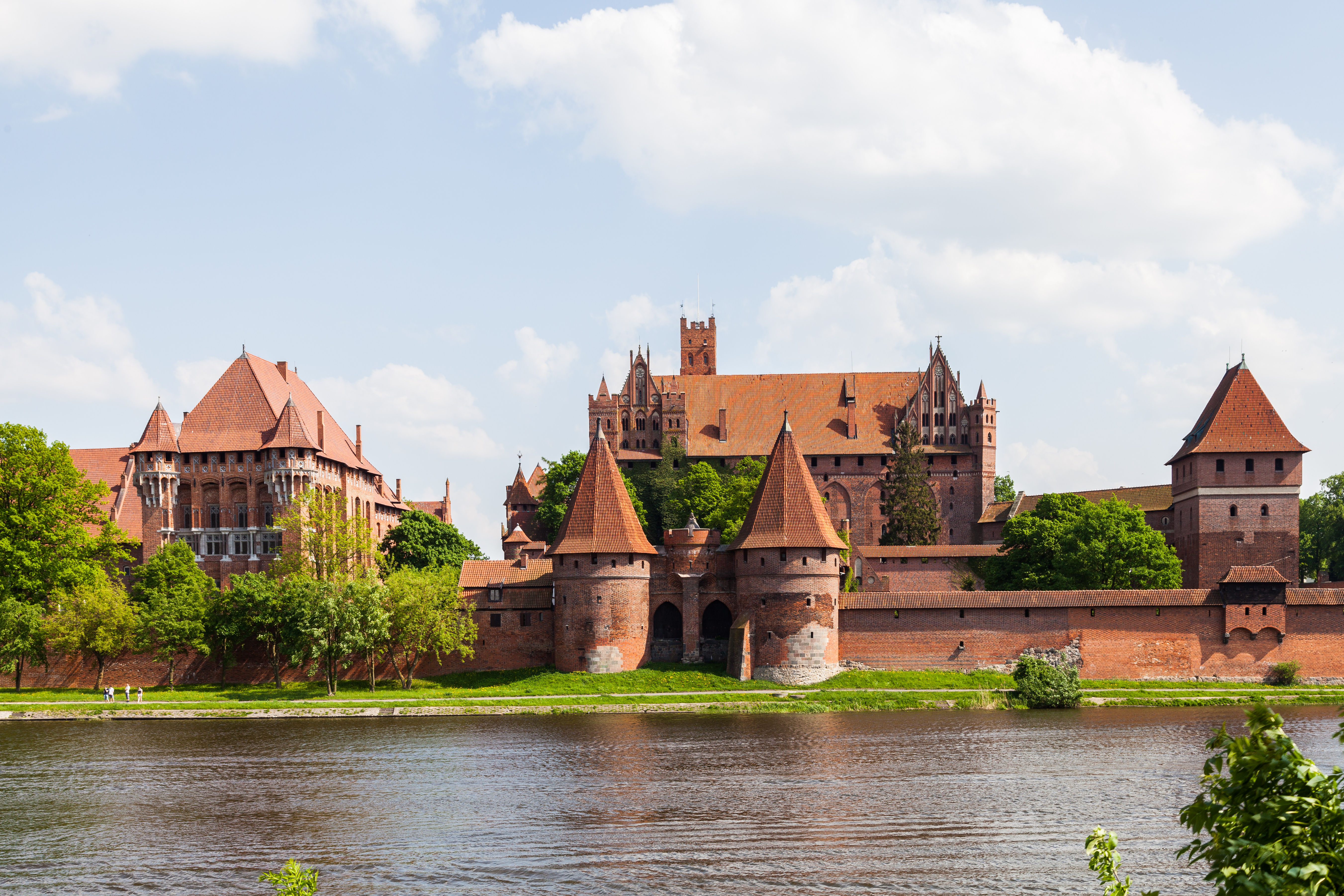
Marienburg fou el centre administratiu de l'Estat Teutònic.

La ciutat de Königsberg (actualment anomenada Kaliningrad) es fundà l'any 1255, i formà part de la Lliga Hanseàtica des del 1340. Danzig (l'actual Gdańsk) també fou membre de la lliga des del 1361. Des d'aquesta època, Prússia estigué connectada a la xarxa comercial que enllaçava la mar del Nord i la mar Bàltica.
Amb el Segon Tractat de Thorn (1466), signat pels membres de la Lliga Hanseàtica, Prússia fou dividida en dues parts: l'occidental i l'oriental, la primera esdevingué província del Regne de Polònia, i la segona, encara part de l'Estat Teutó, esdevingué un feu de la Confederació de Polònia i Lituània. El 1492, la vida de santa Dorothea de Montau, publicada a Marienburg (Malbork), fou la primera publicació impresa en Prússia.

## Ducat de Prússia
Durant la Reforma Protestant, hi hagué força revoltes religioses a Europa, i el 1525, el darrer dels grans mestres teutons, Albert de Brandenburg, membre de la família dels Hohenzollern, adoptà la fe luterana, abandonà el seu càrrec i assumí el títol de duc de Prússia. En un acord, parcialment trencat per Martí Luter, el Ducat de Prússia esdevingué el primer estat protestant i un vassall de Polònia. La capital del ducat, Königsberg, fou un centre d'ensenyament i d'impressió de textos mitjançant la creació de la Universitat Albertina el 1544, però no tan sols per a la cultura alemanya sinó també per les comunitats de polonesos i lituans. Fou a Königsberg on s'editaren els primers llibres luterans en llengua polonesa lituana i prussiana.

## Era moderna
El Ducat de Prússia s'unificà amb la província prussiana de Polònia per formar el Regne de Prússia (1701-1918), que tingué la capital a Berlín. Aquest regne desaparegué en ser conquerit el 1945 per la Unió Soviètica. Després d'això no es feu servir més la paraula Prússia, sinó que es parla dels estats que el substituïren, ja que quedà dividia entre: Polònia (al nord), Rússia (península de Kaliningrad) i Lituània (regió de Klaipėda).

## Prússia després dels Hohenzollern
L'any 1918 Guillem II, abdicà i s'exilià, després que Alemanya capitulés en la guerra. Prússia perdé la seva dignitat de reialme i es convertí en l'Estat Lliure de Prússia (Freistaat Preußen) dins de la República de Weimar (1919-1933), la primera república alemanya. Endemés, el Tractat de Versalles estipula l'annexió de gran part del territori de Prússia a la recentment restablerta Polònia. Danzig i Memel (ciutats prussianes del Bàltic) van ser declarades ciutats lliures. Aquestes mesures van dividir dràsticament el territori prussià, i van deixar Prússia oriental totalment separada de la resta d'Alemanya. La situació creada per aquesta divisió és un dels orígens directes de la Segona Guerra Mundial. El 24 d'octubre de 1938, el Govern alemany va sol·licitar al Govern de Polònia la devolució de la Ciutat lliure de Danzig (unida duanerament a Polònia) i el permís per a estendre una línia fèrria i una carretera a través del corredor polonès, sota l'estatut d'extraterritorialitat. Polònia va rebutjar la sol·licitud i d'aquesta forma es va precipitar la Invasió de Polònia l'1 de setembre de 1939, fet que va iniciar la Segona Guerra Mundial

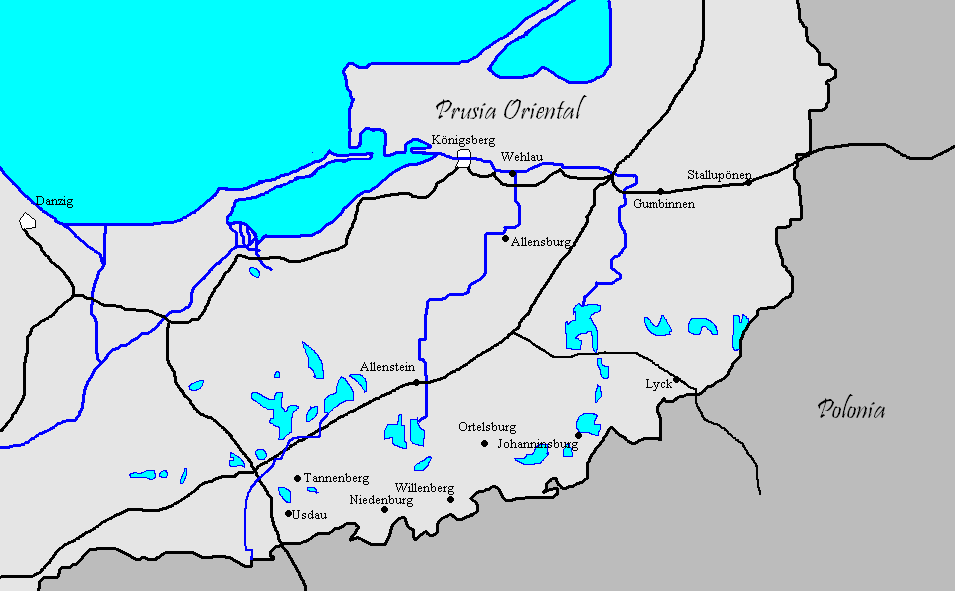
Prússia Oriental

Prússia subsistí com a territori autònom sota la República de Weimar fins al 1934, ja que les Lleis d'Unificació (1933-1935) del Tercer Reich li prengueren l'autonomia.

## Dissolució del Regne de Prússia
Al final de la Segona Guerra Mundial, la major part de Prússia va passar a integrar el territori de Polònia -Pomerània-, mentre que la regió septentrional va ser annexada per la Unió de Repúbliques Socialistes Soviètiques (URSS), incloent-hi Königsberg, que va ser rebatejada com Kaliningrad, en homenatge a Mikhaïl Kalinin. Per decisió dels Aliats, el 1947 Prússia com a unitat administrativa i Estat alemany és declarada oficialment dissolta.
El 1949 el territori prussià que va passar a ser part de l'Alemanya Oriental, va ser dividit administrativament entre Brandenburg, Saxònia-Anhalt i Mecklemburg-Pomerània Occidental. Aquest mateix any les forces d'ocupació en l'oest del país també realitzen una divisió administrativa, creant els estats de Rin del Nord-Westfàlia (RNW), Baixa Saxònia, Hessen, Renània-Palatinat, Slesvig-Holstein i Baden-Württemberg.

## Retorn de Prússia
Després de la reunificació alemanya, diversos entusiastes han llançat el projecte per a retornar-li oficialment el nom de Prússia a la regió compresa pels estats de Berlín i Brandenburg. En 1996 en un referèndum la majoria dels habitants de Brandenburg es pronunciaren en contra de la fusió dels dos estats, mentre que els de Berlín ho fan a favor. Malgrat el revés, la iniciativa sobre la fusió ha continuat i es té prevista la seva realització definitiva per a l'any 2009 després de ser novament sotmesa a referèndum. No obstant això no és segur que de ser aprovada la fusió, el nou estat resultant d'ella rebi el nom de Prússia i se sospesa la possibilitat d'anomenar-lo simplement Berlín-Brandenburg. També es projecta reconstruir el Palau Reial de Berlín, on residiren els Hohenzollern fins a 1918. Mentre la regió continua endarrerida econòmicament pel que fa a antics sectors de Prússia situats en l'occident d'Alemanya, malgrat les contínues subvencions del govern federal i la Unió Europea.